# Italo Gariboldi
Italo Gariboldi (20 de abril de 1879 - 3 de fevereiro de 1970) foi um oficial sênior italiano do Exército Real (Regio Esercito) antes e durante a Segunda Guerra Mundial. Ele foi premiado com a Cruz de Cavaleiro da Cruz de Ferro pelo alemão Führer Adolf Hitler, por sua liderança das forças italianas na Batalha de Stalingrado.

## Biografia
Gariboldi nasceu em Lodi, Lombardia.
Desde o final da Primeira Guerra Mundial e durante o período entre guerras, Gariboldi subiu na hierarquia e ocupou vários comandos de pessoal, regimentos e brigadas.

## Abissínia
Em 1935, Gariboldi comandou a 30a Divisão de Infantaria "Sabauda" na frente norte durante a Segunda Guerra Ítalo-Abissínia. Sua divisão fazia parte do I Corps com base na Eritreia. Depois que a Itália derrotou a Etiópia (Abissínia) em maio de 1936, Eritreia, Abissínia e Somalilândia italiana se juntaram para formar a colônia da África Oriental italiana em 1 de junho de 1936.

## Norte da África
De 1939 a 1941, Gariboldi serviu como comandante do exército no "Comando Supremo do Marechal Italo Balbo - Norte de África". Quando a Itália declarou guerra em junho de 1940, Gariboldi comandou o Quinto Exército Italiano estacionado na fronteira com a Tunísia Francesa. Ele finalmente comandou os dois exércitos localizados na Líbia. Depois que a Batalha da França terminou, o Quinto Exército tornou-se uma fonte de homens, peças e suprimentos para o Décimo Exército Italiano na fronteira com o Egito.
Em dezembro de 1940, quando os britânicos lançaram a Operação Bússola, Gariboldi estava no comando temporário do Décimo Exército porque o general Mario Berti estava em licença médica. Por fim, ele recebeu o comando do Décimo Exército depois que ele foi praticamente destruído e o general Giuseppe Tellera, substituto de Berti, foi morto em ação.
Em 25 de março de 1941, Gariboldi foi promovido a governador-geral da Líbia e substituiu o marechal Rodolfo Graziani. Em 19 de julho, o próprio Gariboldi ficou aliviado por sua suposta falta de cooperação com Rommel. O general Ettore Bastico tomou o seu lugar.

## Rússia
De 1942 a 1943, Gariboldi comandou o Exército Italiano na Rússia (Armata Italiana na Rússia, ou ARMIR, ou 8º Exército Italiano). Ele estava no comando do exército italiano na Rússia durante a destruição desse exército durante a batalha de Stalingrado.

## Itália
Em 1943, Gariboldi estava na Itália quando o rei Victor Emmanuel III e o marechal Pietro Badoglio expulsaram o ditador Benito Mussolini e depois assinaram um armistício com os aliados. Como muitos membros das forças armadas italianas, Gariboldi foi feito prisioneiro de guerra pelos alemães. Em 1944, ele foi condenado à morte como traidor.
Mais tarde, em 1944, Gariboldi foi libertado da prisão pelos Aliados. Ele morreu em Roma em 1970.
Seu filho, Mario Gariboldi, seguiu o pai em uma carreira militar.

## Posições militares assumidas

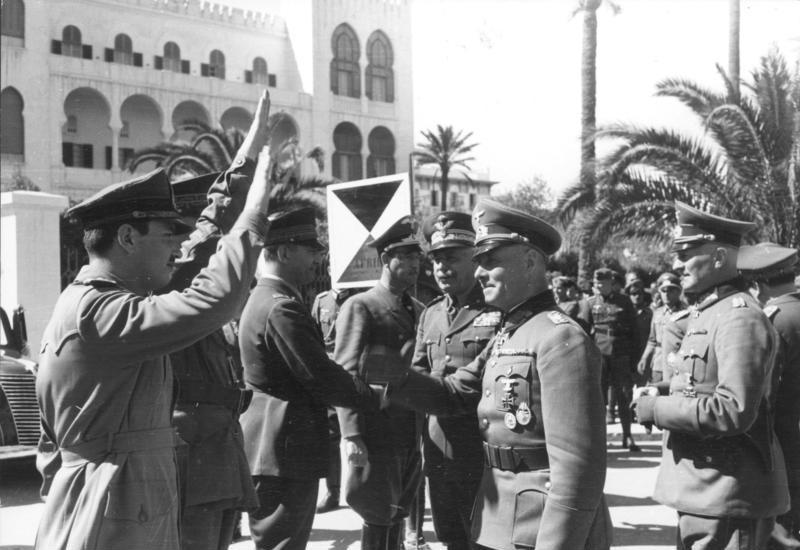
General Rommel com o Governador-Geral Gariboldi (à direita de Rommel), na Líbia, 1941

- Chefe do Estado Maior da 77ª Divisão - 1919
- Comandante do 26º Regimento - 1926
- Comandante da 5ª Brigada - 1931
- Comandante da 30ª Divisão de Infantaria "Sabauda", Etiópia - 1935 a 1936
- Comandante do V Corps - 1938 a 1939
- Comandante do 5º Exército, Tripolitânia - 1939 a 1941
- Comandante do 10º Exército, Cirenaica - 1941
- Governador Geral da Líbia Italiana - 1941
- Comandante do Exército Italiano na Rússia, sul da Rússia - 1942 a 1943

### Citações
1. ↑  Adolf Hitler, Max Domarus (ed). Hitler: Speeches and proclamations, 1932-1945. Bolchazy-Carducci, 2004. P. 2777.
2. ↑  http://www.treccani.it/enciclopedia/italo-gariboldi_(Dizionario_Biografico)/.
3. ↑  Giovanni Cecini, I generali di Mussolini, Newton & Compton Editori, Roma, 2016.